# Трунов Михайло Петрович
Михайло Петрович Трунов (28 травня 1931, село Борівське Лисичанського району, тепер смт. Сєвєродонецької міської ради Луганської області — 3 квітня 2010, місто Москва, Російська Федерація) — радянський діяч, голова Бєлгородського облвиконкому, 1-й секретар Бєлгородського обласного комітету КПРС, голова правління Центроспілки СРСР, голова Всеросійської ради ветеранів війни, праці, збройних сил і правоохоронних органів. Кандидат у члени ЦК КПРС у 1971—1976 роках. Член ЦК КПРС у 1976—1989 роках. Депутат Верховної ради Російської РФСР 8-го скликання. Депутат Верховної Ради СРСР 9—11-го скликань. Кандидат економічних наук (1983).

## Життєпис
Народився в родині робітника-шахтаря. Закінчив середню школу.
У 1954 році закінчив Московську сільськогосподарську академію імені Тімірязєва, вчений-агроном.
У 1954—1956 роках — головний агроном Казинської машинно-тракторної станції Уразовського району Бєлгородської області.
Член КПРС з 1955 року.
У 1956—1958 роках — директор Великомихайлівської машинно-тракторної станції Бєлгородської області. У 1958 році — начальник Великомихайлівської районної інспекції із сільського господарства Бєлгородської області.
У 1958—1960 роках — голова виконавчого комітету Великомихайлівської районної ради депутатів трудящих Бєлгородської області.
У 1960—1962 роках — 1-й секретар Новооскольського районного комітету КПРС Бєлгородської області.
У 1962—1963 роках — партійний організатор Валуйського виробничого управління, у 1963—1964 роках — секретар Валуйського виробничого партійного комітету Бєлгородської області.
З 7 серпня по 16 грудня 1964 року — 1-й заступник голова виконавчого комітету Бєлгородської сільської обласної ради депутатів трудящих — начальник обласного управління виробництва і заготівель сільськогосподарських продуктів.
15 грудня 1964 — лютий 1969 року — секретар Бєлгородського обласного комітету КПРС.
У лютому 1969 — лютому 1971 року — голова виконавчого комітету Бєлгородської обласної ради депутатів трудящих.
22 лютого 1971 — 9 лютого 1983 року — 1-й секретар Бєлгородського обласного комітету КПРС.
У січні 1983 — вересні 1987 року — голова правління Центральної спілки товариств споживчої кооперації (Центроспілки) СРСР.
З вересня 1987 року — персональний пенсіонер союзного значення в Москві.
У 1987—1991 роках — радник при Раді міністрів Російської РФСР.
У 1991—2008 роках — голова Всеросійської ради ветеранів війни, праці, збройних сил і правоохоронних органів. Член Ради із взаємодії з громадськими об'єднаннями ветеранів, офіцерів запасу і у відставці при Президентові Російської Федерації.
Помер 3 квітня 2010 року в Москві. Похований на Кунцевському цвинтарі.

## Нагороди і звання
- два ордени Леніна
- орден Жовтневої Революції
- орден Трудового Червоного Прапора
- орден «Знак Пошани»
- орден Пошани (Російська Федерація)
- орден Дружби (Російська Федерація))
- медаль «За трудову відзнаку»
- медаль «Ветеран праці»
- медаль «За доблесну працю. В ознаменування 100-річчя з дня народження Володимира Ілліча Леніна» (1970)
- медалі
- Почесний громадянин Бєлгородської області (14.05.2001)